# Grigorij Diadczenko
Grigorij Kononowicz Diadczenko (ur. 26 września?/8 października 1869 w Kiryłowce, zm. 25 maja 1921 w Kijowie) – ukraiński malarz realista.
W 1884 rozpoczął pięcioletnią naukę w Szkole Rysunku prowadzonej przez Mikołaja Iwanowicza Muraszko, po jej ukończeniu w 1889 wyjechał do Petersburga, gdzie rozpoczął studia na Akademii Sztuk Pięknych. Od 1895 zamieszkał w Kijowie, gdzie nauczał w szkole rysunku.
Tworzył akwarele i grafiki, wiele z nich to wiejskie krajobrazy i portrety.

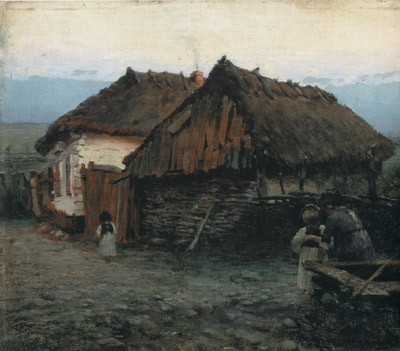
„Wiejska chata”
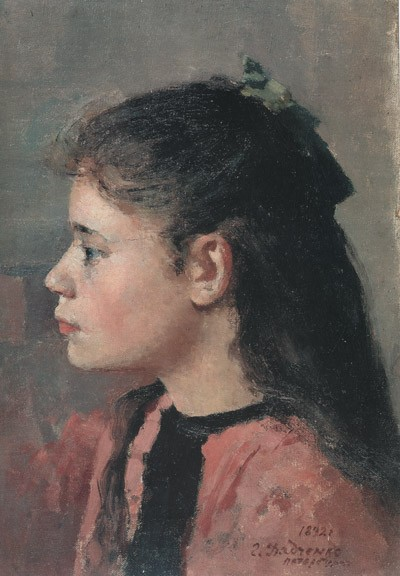
„Portret dziewczynki”